# IC 3595/2
IC 3595/2 је спирална галаксија у сазвијежђу Береникина коса која се налази на листи објеката дубоког неба у Индекс каталогу.
Деклинација објекта је + 23° 46' 49" а ректасцензија 12h 37m 6,1s. Привидна величина (магнитуда) објекта IC 3595 износи 15,7 а фотографска магнитуда 16,5.